# Comstarvelg

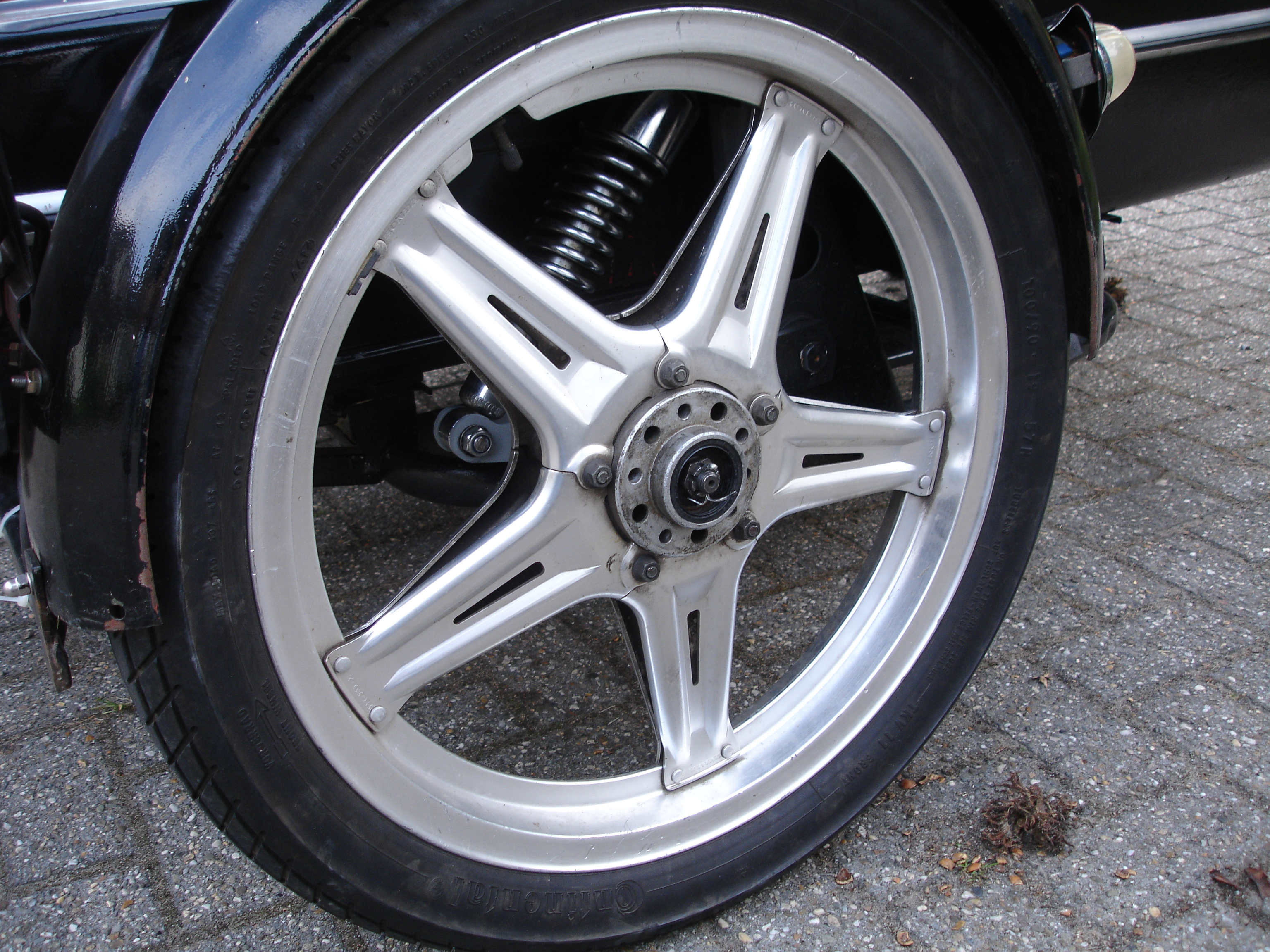
Voorwiel van een Honda Goldwing als zijspanwiel. De velgspaken zijn hier "bol"

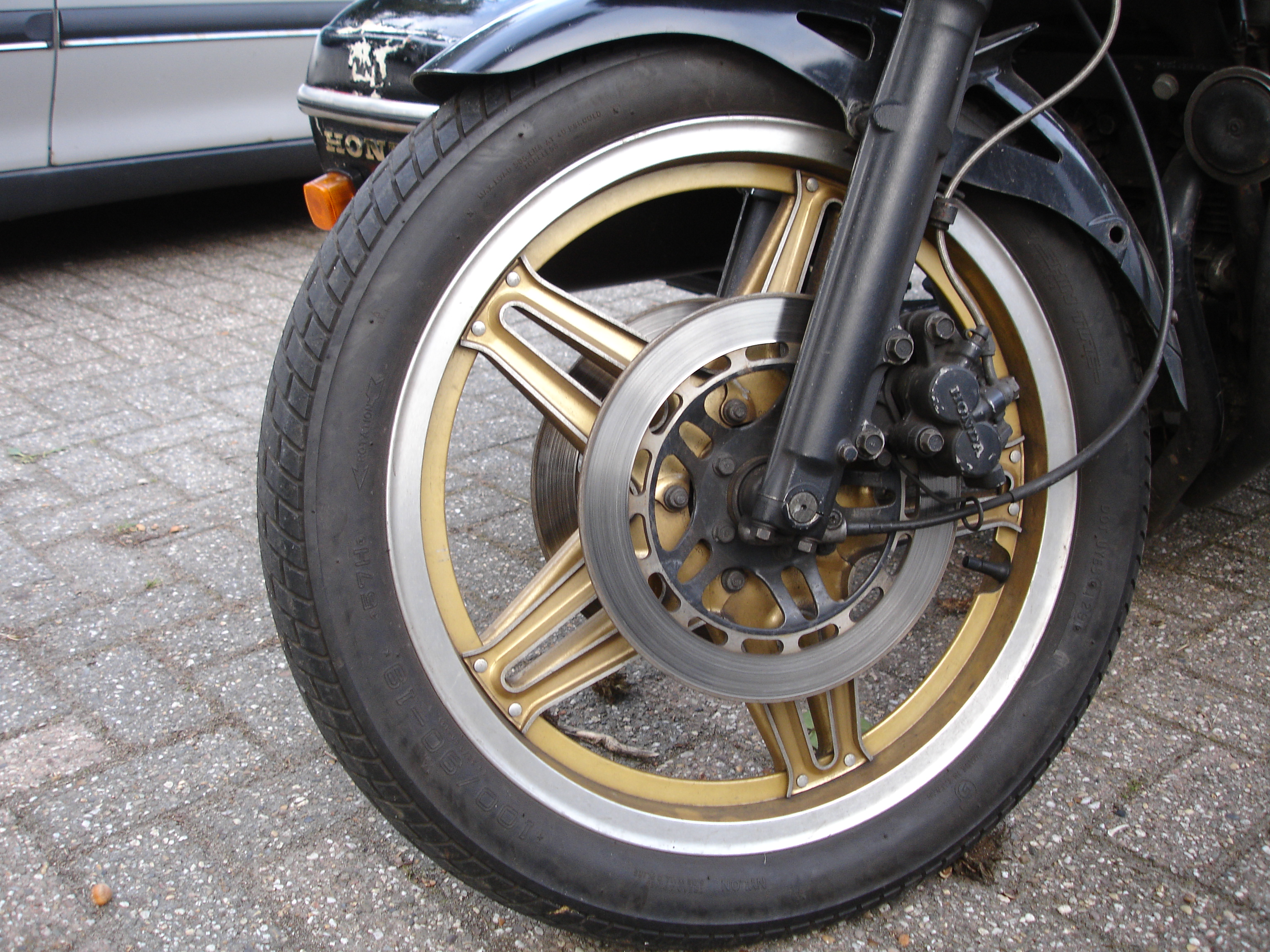
Voorwiel van een Honda CB 750 F, met "holle" spaken

De Comstarvelg was een velg die vanaf 1977 gebruikt werd op Honda-motorfietsen.
In deze periode waren gietwielen in opkomst. Deze gietwielen waren meestal gemaakt van gegoten aluminium. Hoewel vaak gedacht werd dat deze wielen lichter waren dan spaakwielen, was dit meestal niet waar. Om gewicht te winnen moest het veel duurdere magnesium worden gebruikt. Honda loste dit probleem op met de comstar-velgen. Hierbij was de velg wel van aluminium, maar deze was met vijf grote stalen "spaken" aan de naaf bevestigd. De spaken waren aan de velg geklonken.